# Puchar Kontynentalny kobiet w kombinacji norweskiej 2022/2023
Puchar Kontynentalny kobiet w kombinacji norweskiej 2022/2023 – szósta w historii edycja Pucharu Kontynentalnego kobiet w kombinacji norweskiej rozpoczęła się 9 grudnia 2022 w norweskim Lillehammer, zaś ostatnie zawody z tego cyklu zostały rozegrane 5 marca 2023 w austriackim Eisenerz. Zawody były rozgrywane w Norwegii i Austrii.
Tytułu broniła Norweżka Gyda Westvold Hansen oraz reprezentacja Norwegii w Pucharze Narodów.
W tym sezonie najlepsza okazała się Niemka Sophia Maurus, natomiast w Pucharze Narodów najlepsze ponownie były Norweżki.

## Kalendarz i wyniki
| Lp. | Data             | Miejscowość    | Konkurencja                    | 1. miejsce                                                             | 2. miejsce                                                                 | 3. miejsce                                                                                |
| --- | ---------------- | -------------- | ------------------------------ | ---------------------------------------------------------------------- | -------------------------------------------------------------------------- | ----------------------------------------------------------------------------------------- |
| 1.  | 9 grudnia 2022   | Lillehammer    | Gundersen HS98/5 km            | Gyda Westvold Hansen                                                   | Ida Marie Hagen                                                            | Léna Brocard                                                                              |
| 2.  | 10 grudnia 2022  | Lillehammer    | Gundersen HS98/5 km            | Gyda Westvold Hansen                                                   | Ida Marie Hagen                                                            | Annika Malacinski                                                                         |
| 3.  | 13 stycznia 2023 | Eisenerz       | Gundersen HS109/5 km           | Odwołano                                                               | Odwołano                                                                   | Odwołano                                                                                  |
| 4.  | 14 stycznia 2023 | Eisenerz       | Sztafeta mieszana HS109/4x2 km | Odwołano                                                               | Odwołano                                                                   | Odwołano                                                                                  |
| 5.  | 15 stycznia 2023 | Eisenerz       | Gundersen HS109/5 km           | Odwołano                                                               | Odwołano                                                                   | Odwołano                                                                                  |
| 6.  | 18 lutego 2023   | Rena           | Super Sprint HS109/1 km        | Trine Göpfert                                                          | Daniela Dejori                                                             | Veronica Gianmoena                                                                        |
| 7.  | 18 lutego 2023   | Rena           | Gundersen HS109/5 km           | Daniela Dejori                                                         | Annika Malacinski                                                          | Sophia Maurus                                                                             |
| 8.  | 19 lutego 2023   | Rena           | Gundersen HS109/7,5 km         | Sophia Maurus                                                          | Trine Göpfert                                                              | Annika Malacinski                                                                         |
| 9.  | 3 marca 2023     | Eisenerz       | Gundersen HS109/5 km           | Svenja Würth                                                           | Léna Brocard                                                               | Claudia Purker                                                                            |
| 10. | 4 marca 2023     | Eisenerz       | Sztafeta mieszana HS109/4x2 km | Niemcy David Mach · Cindy Haasch · Svenja Würth · Wendelin Thannheimer | Austria Manuel Einkemmer · Annalena Slamik · Claudia Purker · Florian Kolb | Norwegia Torje Seljeset · Ingrid Laate · Hanna Midtsundstad · Per Einar Skjæret Strømhaug |
| 11. | 5 marca 2023     | Eisenerz       | Gundersen HS109/5 km           | Léna Brocard                                                           | Cindy Haasch                                                               | Claudia Purker                                                                            |
| 12. | 25 marca 2023    | Oberwiesenthal | Gundersen HS105/5 km           | Odwołano                                                               | Odwołano                                                                   | Odwołano                                                                                  |
| 13. | 26 marca 2023    | Oberwiesenthal | Gundersen HS105/7,5 km         | Odwołano                                                               | Odwołano                                                                   | Odwołano                                                                                  |

## Wyniki reprezentantów Polski
| Zawodnik | Lillehammer 09.12 | Lillehammer 10.12 | Rena 18.02 | Rena 18.02 | Rena 19.02 | Eisenerz 03.03 | Eisenerz 05.03 |
| Joanna Kil | 13                | 7                 | 4          | 5          | 4          | 7              | 9              |
| 1-3 4-30 poniżej 30 dnf – Zawodnik nie ukończył biegu. dns – Zawodnik nie pojawił się na starcie biegu. DNS – Zawodnik nie wystąpił w konkursie głównym. dsq – Zawodnik został zdyskwalifikowany w konkursie głównym. |                   |                   |            |            |            |                |                |

## Klasyfikacja generalna
| Lp. | Zawodnik             | Punkty |
| --- | -------------------- | ------ |
| 1.  | Sophia Maurus        | 329    |
| 2.  | Annika Malacinski    | 326    |
| 3.  | Joanna Kil           | 266    |
| 4.  | Daniela Dejori       | 260    |
| 5.  | Léna Brocard         | 240    |
| 6.  | Ingrid Laate         | 222    |
| 7.  | Trine Göpfert        | 212    |
| 8.  | Claudia Purker       | 206    |
| 9.  | Gyda Westvold Hansen | 200    |
| 10. | Ida Marie Hagen      | 160    |

## Puchar Narodów
| Lp. | Drużyna           | Punkty |
| --- | ----------------- | ------ |
| 1.  | Norwegia          | 1322   |
| 2.  | Niemcy            | 1111   |
| 3.  | Austria           | 703    |
| 4.  | Włochy            | 659    |
| 5.  | Stany Zjednoczone | 601    |
| 6.  | Francja           | 389    |
| 7.  | Polska            | 266    |
| 8.  | Słowenia          | 145    |